# Michael Lambert (judo)
Pour les articles homonymes, voir Michael Lambert et Lambert.
Michael Lambert, né le 6 mars 1976 , est un judoka belge qui s'aligna d'abord dans la catégorie des poids mi-lourds puis dans la catégorie des poids lourds.
Il est affilié au Judo Club Gishi de Jambes dans la province de Namur.

## Palmarès
En 2001, Michael Lambert gagne le tournoi international d'Épinal de Rennes.
 
Il a été deux fois champion de Belgique :
| Chpt de Belgique sénior | Chpt de Belgique sénior | 1995 | 1996 | 1997 | 1998 | 1999 | 2000 | 2001 | 2002 | 2003 | 2004 | 2005 | 2006 | 2007 |
| ----------------------- | ----------------------- | ---- | ---- | ---- | ---- | ---- | ---- | ---- | ---- | ---- | ---- | ---- | ---- | ---- |
| mi-lourds               | -95 kg                  | 2e   | -    | 3e   |      |      |      |      |      |      |      |      |      |      |
| mi-lourds               | -100 kg                 |      |      |      | 2e   | 3e   | 2e   | 2e   |      |      |      |      |      |      |
| poids lourds            | +100 kg                 |      |      |      |      |      |      |      | 1er  | -    | -    | -    | -    | 1er  |